# Янго-Аскер
Янго-Аскер  (рос. Янго-Аскер) — село у Нарімановському районі Астраханської області Російської Федерації.
Населення становить 243 особи (2014). Входить до складу муніципального утворення Лінейнинська сільрада.

## Історія
Населений пункт розташований на території українського етнічного та культурного краю Жовтий Клин. Від 1931 року належить до Нарімановського району.
Згідно із законом від 6 серпня 2004 року органом місцевого самоврядування до 1 вересня 2016 року було Лінейнинська сільрада.

## Населення
| 2002 | 2010 | 2013 | 2014 |
| ---- | ---- | ---- | ---- |
| 228  | ↘226 | ↗237 | ↗243 |